# Ewald-Heinrich von Kleist-Schmenzin
Ewald-Heinrich von Kleist-Schmenzin, född 10 juli 1922 i Schmenzin, död 8 mars 2013 i München, var en tysk arméofficer och förläggare.

## Biografi
Ewald-Heinrich von Kleist-Schmenzin, som var son till den av nazisterna avrättade regimmotståndaren Ewald von Kleist-Schmenzin (1890–1945), föddes och växte upp på familjens gods Schmenzin i byn med samma namn i östra Pommern. Under andra världskriget deltog von Kleist-Schmenzin, som infanteriofficer i tyska armén, i striderna på östfronten. Han rekryterades då av Claus von Stauffenberg i tyska militärens motståndsgrupp mot Adolf Hitler.
I januari 1944 ersatte han den sårade Axel von dem Bussche-Streithorst för en självmordsattack mot Hitler, som inte kunde genomföras. Kompanichefen von Kleist och hans män skulle visa upp nya, frontutprovade uniformer för Hitler, och von Kleist-Schmenzin skulle då låta explodera sprängmedel i sin portfölj. Hitler ställde dock in mötet.
Han var också medhjälpare vid det misslyckade mordförsöket den 20 juli 1944 i Hitlers högkvarter Wolfsschanze i Ostpreussen. Han förhördes, men undgick rättegång och återgick, efter en period i koncentrationslägret Ravensbrück, till östfronten under återstoden av kriget.
Efter andra världskriget grundade han förlaget Ewald-von-Kleist-Verlag i München. År 1962 grundade han Wehrkundetagung i München, numera kallad Säkerhetskonferensen i München.